# بد در عشق
بد در عشق (به انگلیسی: Bad at Love) ترانه‌ای ضبط شده توسط هالزی خواننده و ترانه‌سرای اهل ایالات متحده آمریکا است. ترانه بعنوان دومین تک‌آهنگ از دومین آلبوم استودیویی پادشاهی چشمهٔ ناامید وی در ۲۲ اوت ۲۰۱۷ انتشار یافت.

## نماهنگ
نماهنگ توسط هالزی و Sing J Lee کارگردانی شد، و در ۳۰ اوت ۲۰۱۷ در کانال ویوو هالزی بارگذاری شد.

## نمودار
| نمودار (۲۰۱۷–۱۸)                                    | اوج موقعیت |
| --------------------------------------------------- | ---------- |
| ایالات متحده آمریکا Dance Club Songs (بیلبورد)      | ۱          |
| ایالات متحده آمریکا Dance/Mix Show Airplay (بیلورد) | ۱          |
| ایالات متحده آمریکا Mainstream Top 40 (بیلورد)      | ۲          |
| ایالات متحده آمریکا ۴۰ آهنگ برتر بزرگسالان (بیلورد) | ۳          |

## تاریخچه انتشار
| منطقه               | تاریخ        | قالب                         | ناشر               | منابع |
| ------------------- | ------------ | ---------------------------- | ------------------ | ----- |
| ایالات متحده آمریکا | ۲۲ اوت ۲۰۱۷  | Contemporary hit radio       | کپیتال Astralwerks | [ ۱ ] |
| ایالات متحده آمریکا | ۹ اکتبر ۲۰۱۷ | Hot adult contemporary radio | کپیتال Astralwerks | [ ۸ ] |